# 587. Volksgrenadier-Division
Die 587. Volksgrenadier-Division war ein Großkampfverband der deutschen Wehrmacht im Zweiten Weltkrieg.

## Geschichte
Die 587. Volksgrenadier-Division wurde Anfang September 1944 in der 32. Aufstellungswelle für den Wehrkreis III auf dem Truppenübungsplatz Wandern bei Zielenzig in Ostbrandenburg aufgestellt. Ab dem 28. September 1944 wurde die Division durch die Infanterie-Division Groß-Görschen, eine sogenannte Schatten-Division, aufgefüllt. 
Noch in der Aufstellungsphase befindlich, wurde die Division am 13. Oktober 1944 gemeinsam mit der 257. Infanterie-Division zur Aufstellung der 257. Volksgrenadier-Division eingesetzt.